# Твій вечір
«Твій вечір» — вечірня інформаційна програма  на телеканалі «1+1».

## Формат
Формат проєкту передбачає транслювання шоу в прямому етері з понеділка по середу включно.
Ведучий Єгор Гордєєв запрошує до програми чотирьох гостей, які протягом різних епізодів змінюються. Гості переважно наділені різними політичними та громадянськими переконаннями щодо того чи іншого питання, які під час діалогу порушуються та мета проєкту у тому, щоб обговорити ці питання з урахуванням різних точок зору. Теми дискусій включають питання щодо суспільного, політичного, спортивного та культурного життя України.
Статус запрошених гостей різний — лідери думок, політичні та громадські діячі, експерти у різних галузях.

### Ведучий
Ведучий проєкту продюсер денного інфотейнмент-шоу «Твій День» та ведучий ранкового шоу «Сніданок з 1+1» — Єгор Гордєєв.